# 奧巴馬國
《奧巴馬國︰左派政治與個人崇拜》（英語：The Obama Nation: Leftist Politics and the Cult of Personality）為著名美國作家科西（Jerome Corsi）的作品，於2008年8月1日出版。書中主要針對美國民主黨總統參選人巴拉克·奧巴馬，揭露奧巴馬瘡疤，指他暗地裏是一個回教徒、黑人好戰分子、而且曾經吸食可卡因，是一本具爭議性的書籍。另外，科西質疑奧巴馬到現在是否仍然有吸食大麻可卡他又說，奧巴馬表面上是一個基督徒，但暗地裏卻是一個回教徒。虽然内容引起争论，但著作卻跃居《纽约时报》畅销书榜第一位，吸引很多读者购买和阅读。
科西向曾在4年前與其他作家合著過一本名叫《不勝任指揮》（Unfit for Command）的書，指責當時的民主黨候選人約翰·凱瑞在越戰期間，在戰場上表現不濟。那本書掀起一股政治圍攻凱瑞的浪潮，最後導致凱瑞在大選中落敗。　

## 趣聞
《奧巴馬國》（The Obama Nation）這本書的書名，與英文字「abomination」的發音近似，即「令人厭惡的事情」的意思。

## 反應
奥巴马的竞选阵营发表题为《不胜任出版》的41页声明，对科西在书中对奥巴马的攻击，逐一作出反驳，指责科西无的放矢，大话连篇，目的只是要中伤奥巴马；英国《独立报》报道，这本书看起来像是共和党攻击对手的工具；《华盛顿邮报》称，书中内容不尽不实，极尽挖苦。

## 外部連結
- Simon & Schuster The Obama Nation （页面存档备份，存于）